# Сара Кірш
Сара Кірш (нім. Sarah Kirsch; уроджена Інгрід Бернштайн, нім. Ingrid Bernstein; 16 квітня 1935, Лімлінгероде, Тюрингія, Третій Рейх — 5 травня 2013, Гайде, Шлезвіг-Гольштейн, ФРН) — німецька поетеса, перекладачка і прозаїк.

## Біографія
Інгрід Бернштейн народилася у родині механіка телефонної апаратури. У 1958 році закінчила Гальський університет, де вчилася на біолога, проте надалі повністю присвятила себе літературі. У 1960 році вийшла заміж за поета Райнера Кірша, тоді ж почала підписувати свої твори псевдонімом Сара Кірш (вибір імені був обумовлений протестом проти антисемітизму свого батька і націонал-соціалістів у цілому). У 1963—1965 роках навчалася у Літературному інституті імені Йоганнеса Р. Бехера у Лейпцигу. В 1965 році було видано спільний збірник віршів Райнера і Сари Кірш «Розмова з бронтозавром» («Gespräch mit dem Saurier»), а через два роки вийшов перший самостійний збірник — «Поїздка за місто» («Landaufenthalt»).
У 1968 році розлучилася з чоловіком і переїхала до Східного Берліна. У 1977 році, після участі в акціях протесту проти позбавлення громадянства поета і барда Вольфа Бірмана, емігрувала до ФРН (від'їзд закрив для неї можливість публікуватися не тільки у НДР, а й у Радянському Союзі, що негативно позначилося на популярності поетки у російськомовному середовищі). Жила у Західному Берліні, у 1985 році перебралася у Шлезвіг-Гольштейн. Продовжуючи інтенсивно творити, випустила понад десяток книг віршів і прози, а в 2005 році було видано зібрання творів письменниці. Померла у 2013 році.

## Творчість
Визнана однією із найзначніших і популярних німецькомовних поетів другої половини XX століття.
Її ім'я звично пов'язується із пейзажною лірикою, яка, піднімаючи глобальні проблеми людства, не перестає бути політичною, що відповідає традиції німецької пейзажної поезії. Говорячи про руйнування навколишнього середовища, вона пише про ті душевні рани, які розвиток суспільства з його негативними сторонами завдає окремій людині. Природа, про яку пише Кірш, через порушення комунікації, технічного прогресу, соціальної ерозії, знаходиться в стані хаосу, який впливає і на поетичну мову. Ці порушення розглядаються нею на метафізичному рівні, і завдання поезії вона вбачає у гармонізації «позбавленого чарів» світу.
Окрім того, відома як перекладачка, зокрема перекладала німецькою мовою російських поетів Анну Ахматову, Олександра Блока, М. Матвєєву, Булата Окуджаву та ін. Переклади з Ахматової, Райнера і Сари Кірш, що увійшли до книги «Небувала осінь» (1967), Е. Еткінд уважав невдалими через втрату мелодійності та ритмічних асоціацій при передачі верлібром метрично упорядкованих віршів.

## Нагороди
Австрійська державна премія по європейській літературі (1980), премія Георга Бюхнера (1996).